# Amy Weber
Amy Marie Weber (Peoria, 2 luglio 1970) è una modella, attrice e cantante statunitense, nota per i suoi trascorsi nella World Wrestling Entertainment nel 2004.

## Film
- Forbidden Games (1995)
- Dangerous Seductress (1995)
- Art House (1998)
- Kolobos (1999)
- Starforce (2000)
- Kiss Tomorrow Goodbye (2000)
- Crackerjack 3 (2000)
- Joe Dirt (2001)
- The Contract (2002)
- Pauly Shore is Dead (2003)
- Portrait of Eve (2005)
- Unbeatable Harold (2006)
- The Pumpkin Karver (2006)
- Diablita (2007)
- Transmorphers (2007)
- Becoming Pony Boi (2009)
- Crossroad (2012)
- Playdate (2013)

## Televisione
- Bayside School (Saved by the Bell) (1992)
- Due poliziotti a Palm Beach (Silk Stalkings) (1995-1996)
- Melrose Place (1996)